# Guardia de Arés
Guardia de Arés (en catalán y oficialmente, La Guàrdia d'Ares) es una entidad municipal descentralizada del municipio español de Les Valls d'Aguilar, perteneciente a la provincia de Lérida, en la comunidad autónoma de Cataluña. La cabecera de la entidad es la población de La Guardia de Arés. Está situada en la comarca del Alto Urgel.

## Geografía
Está situado encima de un montículo en el besante derecho del río Segre, al sur del término municipal de Valls d'Aguilar. Comprende la parte alta del valle de Aguilar y la parte baja de la valle de Castellás. Al sudeste se encuentra la sierra de Arés, concretamente la sierra de Espasa y llano Redon (1880 m de altitud), también hay montañas en la separación de los dos valles, que oscilan entre los 1633 y los 1793 m de altitud. Los riachuelos de los besantes de las montañas, forman el río de La Guardia.
La Guàrdia d'Ares limita con las siguientes poblaciones:
| Castellás | Noves de Segre | Noves de Segre |
| Tahús     |                | Noves de Segre |
|           | Cabó           |                |

## Historia
El topónimo de la Guàrdia se encuentra documentado desde 1004, como límite lo monasterio de San Clemente de Codinet. El topónimo Ares aparece documentado por primera vez en 1027, referido al despoblado de Ares, situado en Cabó.
El castillo de la Guàrdia formó parte del legado que Arsenda, esposa de Arnau Mir de Tost, hizo a su hija Valença y a su nieto Arnau. El año 1199 se donó el castillo al vizconde Arnau de Castellbó. En 1227 volvió a donarse a Roger II de Foix, futuro vizconde de Castellbó.
Hasta la reforma de la nomenclatura municipal de 1916 el municipio se llamaba simplemente La Guardia. En dicha fecha su nombre fue modificado por el de La Guardia de Ares.
El municipio desapareció como tal en 1972. El antiguo término comprendía, al igual que la entidad municipal descentralizada actual, los pueblos de Espaén y Trejuvell (situados en la misma carretera local dirección a Noves) y otros núcleos de población menores.

## Demografía
| Gráfica de evolución demográfica de Guardia de Arés entre 1842 y 1970 |
| |
| Población de derecho según los censos de población del INE Población de hecho según los censos de población del INEEn estos censos se denominaba Guardia: 1842 En estos censos se denominaba Guardia, La: 1857, 1860, 1877, 1887, 1897, 1900 y 1910 Entre el censo de 1981 y el anterior, este municipio desaparece porque se agrupa en el municipio 25906 (Valls d'Aguilar) |

La Guardia de Arés tenía un total de 39 habitantes en 2012.

### Núcleos de población
La EMD de Guardia de Arés está formada por tres núcleos o entidades de población. 
Lista de población por entidades:
| Entidad de población | Habitantes (2012) |
| -------------------- | ----------------- |
| Espaén               | 7                 |
| La Guardia de Arés   | 29                |
| Trejuvell            | 3                 |
| Fuente: Municat      |                   |

### Evolución demográfica
| 1990 | 1991 | 1994 | 1995 | 1996 | 2001 | 2003 | 2005 | 2009 | 2012 |
| ---- | ---- | ---- | ---- | ---- | ---- | ---- | ---- | ---- | ---- |
| 34   | 27   | 27   | 32   | 36   | 39   | 42   | 37   | 37   | 39   |

## Comunicaciones
Está comunicado por la carretera local LV-5134, por una banda, con Els Castells y Tahús y por la otra con Noves de Segre.

## Patrimonio
En La Guardia de Arés
- Iglesia de San Esteban. Situada en la parte alta del pueblo de La Guardia de Arés, de estilo románico de una sola nave, del siglo XII.
- Castillo antiguo, del cual se conservan las ruinas del recinto amurallado.

En Trejuvell
- Iglesia de Santa Elena. En el centro de la población, de estilo románico del siglo X.

En Espaén
- Iglesia de Santa Eulalia. En la parte inferior de la población, de estilo modernorománico del siglo XVII o XVIII.

## Personas notables
- Francesc Miravet i Garcés (1831-1896): médico y delegado de la Asamblea de Manresa (1892).